# 白馬乗鞍温泉スキー場
白馬乗鞍温泉スキー場（はくばのりくらおんせんスキーじょう）は、長野県北安曇郡小谷村にあるスキー場である。白馬コルチナ国際スキー場とつながりが深い。

## 概要
小谷村で最も歴史がある『蕨平スキー場』（大正末期 - 昭和初期に開設。）に、1960年に銀嶺観光によりリフトが設置された。1962年には隣接する若栗スキー場にも小谷村によってリフトが設置された。
1971年に白馬アルプスダイヤモンド（株）が開発に乗り出し、『蕨平スキー場』と『若栗スキー場』を統合、1973年12月19日に、白馬アルプスホテルとともに大手銀行などが開業した。スキーブーム後に撤退したのを受け、2004年に地元の鷲沢建設が事業を引き受けた。現在、鷲沢建設グループの白馬アルプスホテル(小谷村)が運営する。
2022-2023シーズンより白馬コルチナスキー場共通リフト券のみの販売となった。（一部宿泊パックを除く）

## リフト
2021-22シーズン現在、3本の高速リフトを含む、計9本のペアリフトが稼働している。
- アルプス第1ペア
- アルプス第3高速ペア
- アルプス第4ペア
- アルプス第5高速ペア
- アルプス第6高速ペア
- アルプス第7ペア
- アルプス第8ペア
- アルプス第9ペア
- アルプス第10ペア
- アルプス第11ペア※山岳リフト

アルプス第11ペアリフトは2022年12月に完成。設計および施工は日本ケーブル株式会社。
当初は2023年グリーンシーズンからの運用予定であったが、2022-2023スキーシーズンも限定的に運用。
ただし、スキー場エリア外であるため、登山届・ビーコン・ゾンデ棒・スノースコップ等の携帯が必須であった。線路長1213.94m。終点標高1598ｍ。
高低差465.7ｍは固定循環式ペアリフトとして日本一である。(2023年5月現在)

## スクール
全日本スキー連盟公認　白馬乗鞍スキー学校
JSBA公認　H・Aスノーボードスクール

## アクセス
- 大糸線南小谷駅より小谷村営バス白馬乗鞍線でアルプスホテル下車。
- 北陸新幹線長野駅より特急バスで白馬乗鞍（上記アルプスホテル停留所と同位置）下車。